# Sveti Đurđ
Sveti Đurđ – wieś w Chorwacji, w żupanii varażdińskiej, w gminie Sveti Đurđ. W 2011 roku liczyła 652 mieszkańców.